# Kisvárosi doktor
A Kisvárosi doktor (eredeti cím: The Grand Seduction) 2013-ban bemutatott kanadai filmvígjáték, melynek rendezője Don McKellar, forgatókönyvírói Ken Scott és Michael Dowse. A főszerepet Taylor Kitsch, Brendan Gleeson, Liane Balaban és Gordon Pinsent alakítja. A film egy 2003-as La Grande Séduction című francia-kanadai film alapján készült.
A film 2014. május 30-án jelent meg.
A túlélés érdekében egy haldokló újfundlandi halászfalunak minden eszközzel meg kell győznie egy fiatal orvost, hogy telepedjen le náluk.

## Cselekmény
Egy kisfiú, Murray French elmeséli apja történetét, aki halász az új-fundlandi Tickle Head kis közösségében, Új-Fundland és Labrador tartományban. Murray úgy érzi, hogy a közösségben közös a céltudatosság, jó a munkamorál, és megjegyzi szülei családi boldogságát.
Sok évvel később a Tickle Head-i férfiak (köztük Murray) sorban állnak a város postahivatalánál, hogy Kathleen postai alkalmazottól segélycsekket vegyenek át, és a bankfiók vezetőjével, Henry Tilley-vel beváltsák azokat. A megaláztatást tetézi, hogy Murray felesége elhagyja őt egy St. John's-i állásért.
Egy városi gyűlésen a polgármester elmondja Murraynek, hogy egy petrolkémiai vállalat tárgyalásokat folytat arról, hogy gyárat építsen a városban. A vállalat megköveteli, hogy a városnak legyen orvos lakosa is, de a közösség már nyolc éve sikertelenül próbál állandó orvost találni. Murray úgy gondolja, hogy a városnak egy gyárra van szüksége, és egy helyben lakó orvos a megoldás. Később Murray megfigyeli, hogy a polgármester a családjával együtt titokban elhagyja a várost, hogy szintén St. John's-ban kapjon munkát.
St. John's-ban Dr. Paul Lewis plasztikai sebész éppen hazarepül, amikor egy biztonsági ember kokaint talál a poggyászában. Az ügynök, Tickle Head egykori polgármestere alkut köt Dr. Lewisszal. A kokain birtoklásának elnézéséért cserébe Dr. Lewis beleegyezik, hogy egy hónapig Tickle Headben éljen. Murray megszervezi Dr. Lewis „elcsábítását” egy hosszú távú szerződéshez, azt hazudva a városlakóknak, hogy ez garantálja, hogy Tickle Headet választják az új gyár helyszínéül. A csel részeként meggyőzi a városlakókat, hogy tegyenek úgy, mintha kriketteznének (amihez nem értenek), ami az orvos kedvenc sportja, és lehallgatja az orvos telefonját is, hogy további infókat tudjon meg, amelyekkel maradásra csábíthatja.
A petrolkémiai vállalat vezetője felkeresi a várost, és elmondja Murray-nek, aki polgármesternek adja ki magát, hogy a rivális St. Anne város vonzóbb ajánlatot tett, amely kenőpénzzel is kecsegtet. Az ügyvezető 100.000 dolláros kenőpénzt követel, mielőtt az üzemet Tickle Headnek ítélik, valamint aggodalmát fejezi ki, hogy Tickle Head lakossága túl kicsi egy gyárhoz.
Murray elmegy a bankba, hogy kölcsönt igényeljen. Henry elutasítja a kölcsönt. Murray azonban nyomatékosítja a kérdést, és közli Henryvel, hogy őt könnyen ki lehetne váltani egy bankautomatával. Henry a bank utasításai ellenére újragondolja a kölcsönt, tudván, hogy emiatt ki fogják rúgni. 
Eközben a város megtévesztése és a kedvező figyelem ráveszi Lewist, hogy maradjon, amihez hozzájárul az a felfedezés, hogy menyasszonya, Helen megcsalja őt a legjobb barátjával. Amikor azonban az egész város előtt elfogadja az állást, és beszédében a hitelességüket és tisztességüket dicséri, Murray szégyenletes módon hazudik neki, és közli, hogy egy másik orvos már elfogadta az állást. Ezt követően Kathleen elmondja Dr. Lewisnak az igazságot, aminek hatására az dühösen szembesíti Murrayt, éppen akkor, amikor a vezető éppen aláírja a gyár papírjait. Murray szenvedélyes beszéde után Dr. Lewis beleegyezik, hogy maradjon. A vállalat beleegyezik a gyár megépítésébe.
Később a gyár megnyílt, és újra méltóságot hozott a városnak. Murray újra összejön a feleségével, Henrynek pedig új munkája van, mivel egy bankautomatával helyettesítették. A film Murray nyitó flashbackjéhez hasonló elégedett befejezéssel zárul.

## Szereplők
- Taylor Kitsch – Dr. Paul Lewis
- Brendan Gleeson – Murray French
- Liane Balaban – Kathleen
- Gordon Pinsent – Simon
- Mark Critch – Henry Tilley
- Peter Keleghan – Olajipari ügyvezető
- Mary Walsh – Vera
- Matt Watt – Frank Dalton
- Anna Hopkins – Helen (hangja)
- Rhonda Rodgers – Samantha
- Lawrence Barry – Tom Fitzpatrick polgármester
- Percy Hynes White – fiatal Murray
- Sara Tilley as Miriam Mahoney

## Megjelenés
A film premierje a 2013-as Torontói Nemzetközi Filmfesztiválon (TIFF) volt. A filmet az Atlantic Filmfesztivál és a Calgary Nemzetközi Filmfesztivál nyitófilmjének is beválasztották..

## Fogadtatás
A TIFF-en való bemutatót követően John DeFore, a The Hollywood Reporter munkatársa bájos, teljesen kommersz kis vígjáték-ként jellemezte a filmet, amely sablonos, de kellemes, és dicsérte Gleeson alakítását. A TIFF-en bemutatott filmekről szóló áttekintésében Monika Bartyzel, a The Week munkatársa azt írta: A Kisvárosi doktor egy szuperédes közösségi történet, amelyet McKellar fanyar humora tesz igazán szikrázóvá. A film elejétől a végéig árad a bájtól.

### Médiakiadás
A film 2014. szeptember 16-án jelent meg Blu-ray lemezen, DVD-n pedig 2014. október 7-én.

## Bevétel
A film nyitóhétvégéjén az Amerikai Egyesült Államokban 94 moziban 323 743 dolláros bevételt ért el, ezzel a 17. helyen végzett a jegypénztáraknál. A vetítés végére a Kisvárosi doktor 3 878 262 dollár bevételt hozott.

## Fordítás
- Ez a szócikk részben vagy egészben  a   The Grand Seduction című angol Wikipédia-szócikk fordításán alapul.  Az eredeti cikk szerkesztőit annak laptörténete sorolja fel. Ez a jelzés csupán a megfogalmazás eredetét és a szerzői jogokat jelzi, nem szolgál a cikkben szereplő információk forrásmegjelöléseként.

- Ez a szócikk részben vagy egészben  a   The Grand Seduction című angol Wikipédia-szócikk fordításán alapul.  Az eredeti cikk szerkesztőit annak laptörténete sorolja fel. Ez a jelzés csupán a megfogalmazás eredetét és a szerzői jogokat jelzi, nem szolgál a cikkben szereplő információk forrásmegjelöléseként.